# Patric Ronnie
Patric Ronnie es un deportista ugandés que compitió en taekwondo. Ganó una medalla de oro en el Campeonato Africano de Taekwondo de 1998 en la categoría de –58 kg.

## Palmarés internacional
| Campeonato Africano | Campeonato Africano | Campeonato Africano | Campeonato Africano |
| Año                 | Lugar               | Medalla             | Categoría           |
| ------------------- | ------------------- | ------------------- | ------------------- |
| 1998                | Nairobi (Kenia)     | Medalla de oro      | –58 kg              |